# Memoriał Jana Ciszewskiego 2002
Memoriał im. Jana Ciszewskiego 2002 - 19. edycja turnieju żużlowego poświęconego pamięci znanego polskiego komentatora sportowego Jana Ciszewskiego, który odbył się 18 maja 2002 roku. Turniej wygrał Mikael Karlsson.

## Wyniki
- Stadion Miejski (Rybnik), 18 maja 2002
- Sędzia: Marek Smyła

| Msc. | Zawodnik            | Klub         | Pkt   |               |  |
| ---- | ------------------- | ------------ | ----- | ------------- |  |
| 1    | Mikael Karlsson     | Szwecja      | 14+9  | (3,3,3,3,2)   |  |
| 2    | Mariusz Węgrzyk     | Rybnik       | 14+6  | (2,3,3,3,3)   |  |
| 3    | Krzysztof Cegielski | Gniezno      | 14+4  | (3,2,3,3,3)   |  |
| 4    | Łukasz Romanek      | Rybnik       | 8+3+0 | (3,3,t,2,0)   |  |
| 5    | Rafał Dobrucki      | Piła         | 8+2   | (2,1,2,1,2)   |  |
| 6    | Leigh Adams         | Australia    | 9+1   | (0,2,2,2,3)   |  |
| 7    | rez. Roman Chromik  | Rybnik       | 9+d4  | (3,3,3,1,1)   |  |
| 8    | rez. Henning Bager  | Dania        | 7     | (2,3,2)       |  |
| 9    | Łukasz Szmid        | Rybnik       | 7     | (1,2,3,0,1)   |  |
| 10   | Tomasz Gollob       | Bydgoszcz    | 7     | (2,1,1,2,1)   |  |
| 11   | Krzysztof Kasprzak  | Leszno       | 6     | (1,1,d4,1,3)  |  |
| 12   | Andrzej Huszcza     | Zielona Góra | 5     | (1,0,1,2,1)   |  |
| 13   | Rafał Kurmański     | Zielona Góra | 4     | (0,2,0,d4,2)  |  |
| 14   | Rafał Szombierski   | Rybnik       | 4     | (1,1,2,d4,d4) |  |
| 15   | Stefan Dannö        | Szwecja      | 3     | (2,0,1,d3,0)  |  |
| 16   | Grzegorz Walasek    | Częstochowa  | 1     | (0,0,d4,1,d4) |  |
| 17   | Bjoern Hansen       | Norwegia     | 0     | (0,0,0)       |  |
|      | rez. Adam Pawliczek | Rybnik       |       | (ns)          |  |
|      | Kai Laukkanen       | Finlandia    |       | (ns)          |  |